# Marie Lindberg
Johanna Marie Lindberg, född Mattsson 3 maj 1975 i Askums församling i Bohuslän, är en svensk grundskollärare samt singer-songwriter och gitarrist.
Marie Lindberg är uppvuxen i Kungshamn i Bohuslän. På högstadiet gick hon i den kommunala musikskolan. Vid femton års ålder fick hon ett dragspel men bytte det till en gitarr som hon själv lärde sig spela på. Hon studerade 1998 till lärare i Växjö och under den tiden skrev hon den egna låten Trying to Recall.
Till Melodifestivalen 2005 skickade Marie Lindberg "Trying to Recall" som tävlingsbidrag. SVT hade det året en särskild jokerplats för en kvinnlig kompositör. Platsen gick till Nanne Grönvall men Sveriges Television uppmanade henne att försöka igen. Även till följande melodifestival skickade hon in samma bidrag som dock inte uppmärksammades på något sätt. Under andra halvan av 2006 skickade hon in "Trying to Recall" för tredje gången till Melodifestivalen 2007 och i oktober det året blev hennes bidrag uttaget till deltävlingen i Göteborg. Hennes bidrag blev en av de två vinnarna som gick vidare direkt till finalen i Globen i Stockholm den 10 mars 2007, där bidraget slutade på femte plats. I mars 2007 släppte hon sitt debutalbum
Trying to Recall, som hamnade på första plats på den svenska albumlistan. Innan hon deltog i Melodifestivalen hade hon arbetat som lärare vid Fisketorpsskolan i Munkedal sedan 1999.
Marie Lindbergs make Jan Lindberg har tävlat tre gånger i Melodifestivalen med dansbandet Date. Paret är bosatt i Munkedal. Den 5 augusti 2008 fick de sitt första barn, en dotter.
Under andra halvan av 2006 tog Marie Lindberg kontakt med skivbolaget Bolero Records och skrev skivkontrakt med dem. Direkt efter segern i deltävlingen spelade hon in sitt debutalbum i Sundsvall med producenten Patrik Frisk. Den 5 mars 2007 släpptes "Trying to Recall" på singel.

## Diskografi
(placering på svenska topplistan inom parentes, om uppgift funnits)

### Singlar
- 2007 - "Trying to Recall" (4)
- 2007 - "Leona (under Her Skin)"

### Album
- 2007 - Trying to Recall (1)